# Arbetsfördelning
Arbetsfördelning innebär att dela upp arbetsuppgifterna efter kompetens.[källa behövs] Arbetsfördelningen har varit en viktig källa till ekonomisk tillväxt. David Ricardo formulerade teorin om komparativa fördelar, som visar hur alla som deltar i handel tjänar på utbytet. Arbetsfördelning leder till skalekonomiska fördelar som minskar behovet av arbete, för ett visst ekonomiskt utfall - det ökar helt enkelt löner, och är därmed ett kritiskt instrument för att säkerställa långsiktigt hög bruttonationalprodukt.
Adam Smith har behandlat arbetsfördelning utförligt i sin bok Nationernas välstånd.